# Manfred Hagen
Manfred Hagen (* 2. April 1934 in Dresden) ist ein deutscher Historiker.

## Leben
Hagen absolvierte ein Studium der Geschichtswissenschaft in Halle und Göttingen, das er 1959 mit dem 1. Staatsexamen abschloss. Danach trat er als Referendar in den Schuldienst ein. 1961 folgte das zweite Staatsexamen, und im darauf folgenden Jahr wurde Hagen in Göttingen mit einer Studie über „Das Nationalitätenproblem Russlands in der 3. Duma von 1907 bis 1911“ zum Dr. phil. promoviert. Fast zehn Jahre lang blieb Hagen im Schuldienst, ehe er 1968 als Hochschullehrer an die Georg-August-Universität Göttingen wechselte. 1980 habilitierte sich Hagen mit einer Studie zur „Entfaltung der politischen Öffentlichkeit in Russland“. Bis zu seinem Ruhestand lehrte er in Göttingen als Professor für Neuere und Russische Geschichte. 
Zu Hagens Forschungsschwerpunkten zählt die Russische Geschichte, vor allem in der Zeit vor der Herrschaft der Bolschewiki und Deutschland nach 1945, daneben beteiligte er sich an verschiedenen Versuchen zur Schul- und Hochschulreform und arbeitete an der Edition von Filmquelleneditionen in Zusammenarbeit mit dem Institut für den Wissenschaftlichen Film in Göttingen. 	

## Schriften (Auswahl)
- Das Nationalitätenproblem Rußlands in den Verhandlungen der 3. Duma 1907 bis 1911. Dissertation. Göttingen 1964
- Die Entfaltung politischer Öffentlichkeit in Russland. 1906–1914. Steiner, Wiesbaden 1982, ISBN 3-515-03600-8
- DDR: Juni ’53. Die erste Volkserhebung im Stalinismus. Steiner, Stuttgart 1992, ISBN 3-515-06007-3
- mit Joachim Wendorf: Film-, Foto- und Tonquellen zum 17. Juni 1953 in Berlin. IWF, Göttingen 1992, ISBN 3-88222-047-3
- „Wir sind doch nicht geschlagen?!“ Erste Reaktionen der SED-Führung auf die Volkserhebung 1953. Hannah-Arendt-Institut, Dresden 1993, ISBN 3-929048-61-2 (28 S., Reihe: Vorträge aus dem HAIT)
- mit Sergej Drobaschenko: Sowjetische Filmpropaganda zur Westexpansion der UdSSR 1939–1940. Ausgewählte Berichte der Staatswochenschau „Sojuskinoschurnal“. Begleitpublikation zur gleichnamigen Filmedition G 258–G 260. Institut für den Wissenschaftlichen Film, Göttingen 1999, ISBN 3-88222-077-5
- mit Susanna Vida: Mit der Amateurkamera hinter der Front. Privataufnahmen des Rittmeisters Harald von Vietinghoff-Riesch 1938–1942. Begleitpublikation zur gleichnamigen Filmedition G 242. Institut für den Wissenschaftlichen Film, Göttingen 1999, ISBN 3-88222-076-7
- Die russische Freiheit. Wege in ein paradoxes Thema. Steiner, Stuttgart 2002, ISBN 3-515-07902-5